# Raiffeisenbank Tattenhausen-Großkarolinenfeld
Die Raiffeisenbank Tattenhausen-Großkarolinenfeld eG war eine eingetragene Genossenschaftsbank mit Sitz in Großkarolinenfeld in Bayern. Das Geschäftsgebiet der in der Gemeinde Großkarolinenfeld beheimateten Bank erstreckte sich auf die Gemeinde selbst und angrenzende Gemeinden in der Region.
Die Hauptstelle befand sich in Großkarolinenfeld, die einzige Filiale im Ortsteil Tattenhausen.

## Geschäftsfelder
Zu den Geschäftstätigkeiten gehörten im Aktivgeschäft die Bereitstellung von Krediten für Privatkunden, Unternehmen und die öffentliche Hand einschließlich Baufinanzierungen, im Passivgeschäft die Anlage von Kundengeldern in diversen Spar- und Anlageformen. 
Die Raiffeisenbank Tattenhausen-Großkarolinenfeld eG gehörte zur genossenschaftlichen Finanzgruppe. Im Bausparbereich arbeitete sie mit der Bausparkasse Schwäbisch Hall, im Bereich Versicherungen mit der R+V Versicherung, der Allianz Versicherung und der Versicherungskammer Bayern zusammen. Weitere Partner waren die RV Touristik, DZ Bank, Münchener Hypothekenbank, VR Leasing, Teambank sowie die Reisebank.
Die Bank war sowohl der Sicherungseinrichtung des Bundesverbandes der Deutschen Volksbanken und Raiffeisenbanken als auch der als gesetzliches Einlagensicherungssystem anerkannten BVR Institutssicherung GmbH  angeschlossen.

## Geschichte
Am 26. November 1895 wurde der Darlehenskassenverein Großkarolinenfeld durch den evangelischen Pfarrer Georg Hüfner, sowie den Bürgern Franz-Xaver Schäfer, Johann Schäfer und Georg Baumann gegründet.
Am 22. Oktober 1922 erfolgte die Gründung des Spar- und Darlehenskassenvereins Tattenhausen im Gasthaus Pronberger.
Die Verschmelzung beider Vereine zum Spar- und Darlehenskassenverein Tattenhausen erfolgte am 21. April 1938.
1953 wurde der Firmennamen auf Raiffeisenkasse Tattenhausen geändert.
1969 erfolgte dann die endgültige Änderung des Namens auf Raiffeisenbank Tattenhausen-Großkarolinenfeld eG, der Sitz blieb aber noch im Ortsteil Tattenhausen. Im Rahmen der Gebietsreform wurde 1972 die eigenständige Gemeinde Tattenhausen nach Großkarolinenfeld eingemeindet, die Bank ist somit nur noch in einer Gemeinde vertreten.
1984 erfolgte ein Neubau des Bankgebäudes in Großkarolinenfeld und Verlegung des Hauptsitzes nach Großkarolinenfeld.
1993 wurde das Lagerhaus in Tattenhausen geschlossen.
Die Bank feierte 1995 ihr 100-jähriges Bestehen.
Mit Abschluss des Geschäftsjahres 2017 überschritt die Bank zum ersten Mal die 100 Millionen Euro Bilanzsumme.
Im Jahr 2022 wurde die Bank auf Meine Volksbank Raiffeisenbank eG mit Sitz in Rosenheim verschmolzen.